# Racemasa
Las racemasas son enzimas que catalizan la inversión de un centro estereoespecífico en una molécula biológica. 
Las racemasas se distinguen de las epimerasas en que, en las primeras; la inversión estereoquímica se produce en el único carbono asimétrico que posee la molécula. Catalizan por lo tanto la interconversión de enantiómeros.
Entre las racemasas humanas se incluyen por ejemplo la serina racemasa, que cataliza la conversión de la L-Serina a D-Serina. La D-serina se encuentra involucrada en la señalización neuronal. Otro ejemplo es la alfa-metilacil-CoA racemasa, que ocupa una posición clave en la degradación de algunos tipos de ácidos grasos atípicos, catalizando la conversión entre los acil ésteres (2R)-metilmalonil-CoA a su respectivo enantiómero (2S)-metilimalonil-CoA. Esta conversión es necesaria para que el ácido graso pueda ingresar en el ciclo de beta oxidación.